# Timothy Wayne Krajcir
Timothy Wayne Krajcir (ur. 28 listopada 1944 w West Mahanoy Township w stanie Pensylwania) – amerykański seryjny morderca i gwałciciel. W latach 1977–1982 zgwałcił i zamordował dziewięć kobiet. Morderstw dokonywał na terenie stanów: Missouri, Illinois, Kentucky oraz Pensylwania.

## Młodość
Timothy Wayne Krajcir urodził się jako Timothy Wayne McBride. Jego ojciec porzucił rodzinę, gdy Timothy miał zaledwie rok. Gdy miał 6 lat, jego matka powtórnie wyszła za mąż i rodzina zmieniła nazwisko na Krajcir. W wieku 10 lat u chłopca rozwinęła się obsesja seksualna na punkcie matki. Gdy miał 13 lat, zaczął podglądać sąsiadki, a także publicznie obnażać się. 

## Opis zbrodni
Krajcir pierwsze przestępstwo na tle seksualnym popełnił w 1963 roku. Wówczas zgwałcił kobietę w stanie Illinois. Za zbrodnię został skazany na karę więzienia. Od tamtej pory do końca lat 70., Krajcir wielokrotnie trafiał do więzienia za zbrodnie na tle seksualnym. Najmłodsza ofiara molestowania seksualnego z jego strony miała 11 lat. Podczas pobytu w więzieniu, urodziła mu się córka, która nigdy nie poznała ojca. W 1977 roku Krajcir otrzymał zwolnienie warunkowe. Niedługo potem zapisał się na uniwersytet Southern Illinois University Carbondale, co było warunkiem otrzymania zwolnienia z więzienia. W 1981 roku Krajcir uzyskał dyplom z psychologii i został ratownikiem medycznym.
Po zapisaniu się na uniwersytet, rozpoczął podróże po północno-wschodnich stanach USA. W czasie owych podróży dopuścił się serii morderstw. Krajcir śledził przypadkowo napotkane kobiety aż dotarły do swoich domów. Wówczas rozpoczynał obserwację domu i gdy ofiara wychodziła, zakradał się do niego. Atakował, gdy ofiara wracała do domu – obezwładniał ją, krępował ręce, następnie gwałcił i mordował. Wszystkie jego ofiary zginęły od strzału w tył głowy. Za jedną z jego zbrodni skazano niewinnego mężczyznę. 

## Aresztowanie
Krajcir był wielokrotnie podejrzewany o popełnianie morderstw, jednak dopiero po latach, gdy dokonano porównania jego DNA ze śladami DNA pozostawionymi na miejscach zbrodni, został aresztowany i oskarżony o dokonanie morderstw. 10 grudnia 2007 roku został skazany za jedno morderstwo na 40 lat więzienia. W 2008 roku Krajcir został uznany za winnego dokonania pozostałych ośmiu morderstw i skazany na kolejne 40 lat więzienia za każde morderstwo osobno.
Obecnie odbywa karę w więzieniu Tamms Correctional Center w wiosce Tamms w stanie Illinois.

## Ofiary Krajcira
| L.p. | Nazwisko         | Wiek | Miejsce morderstwa | Stan        | Data morderstwa   |
| ---- | ---------------- | ---- | ------------------ | ----------- | ----------------- |
| 1.   | Brenda Parsh     | 27   | Cape Girardeau     | Missouri    | 12 sierpnia 1977  |
| 2.   | Mary Parsh       | 58   | Cape Girardeau     | Missouri    | 12 sierpnia 1977  |
| 3.   | Sheila Cole      | 21   | McClure            | Illinois    | 17 listopada 1977 |
| 4.   | Virginia Witte   | 51   | Marion             | Illinois    | 12 maja 1978      |
| 5.   | Joyce Tharp      | 29   | Paducah            | Kentucky    | 23 marca 1979     |
| 6.   | Myrtle Rupp      | 51   | Temple             | Pensylwania | 17 kwietnia 1979  |
| 7.   | Margie Call      | 57   | Cape Girardeau     | Missouri    | 27 stycznia 1982  |
| 8.   | Deborah Sheppard | 23   | Carbondale         | Illinois    | 8 kwietnia 1982   |
| 9.   | Mildred Wallace  | 65   | Cape Girardeau     | Missouri    | 20 czerwca 1982   |